# Axe (zespół muzyczny)
Axe – amerykański zespół rockowy, funkcjonujący w latach 1979–2019.

## Historia
Korzenie zespołu sięgają grupy Babyface, założonej w Eau Claire. W 1976 roku ukazał się singel Babyface pt. „Never in My Life”, a rok później – „Make Way Miami”. Następnie muzycy przeprowadzili się do Gainesville. Pierwotny skład stanowili Edgar J. Riley (wokal), Bobby Barth (gitara), Michael Turpin (bas) i Teddy Mueller (perkusja). W 1979 roku drugim gitarzystą grupy został Mike Osborne, wówczas też grupa otrzymała nazwę Axe. Muzycy podpisali kontrakt z MCA Records, które w 1979 roku wydało debiutancki album Axe pt. Axe. Rok później ukazał się album Living on the Edge. Następnie podpisano kontrakt z Atco Records. Wydany w 1982 roku album Offering okazał się komercyjnym przełomem, zajmując 81. miejsce na liście Billboard 200. Ponadto pochodzące z tego albumu piosenki: „Now or Never” i „I Think You'll Remember Tonight” były notowane na liście Hot 100. W tym okresie Axe koncertował wspólnie z takimi artystami, jak Judas Priest, Ozzy Osbourne, Deep Purple, Kiss, Mötley Crüe, Cheap Trick i ZZ Top. W 1983 roku ukazał się czwarty album grupy pt. Nemesis. W 1984 roku w wypadku samochodowym zginął Mike Osborne, a ciężko ranny został wówczas Bobby Barth. Z tego powodu grupa zakończyła działalność. W 1989 roku zespół został na krótko reaktywowany w starym składzie, do którego dokooptowano perkusistę Andy’ego Parkera. W tym zestawieniu grupa nagrała kilka piosenek.
W połowie lat 90., na prośbę wytwórni MTM Music i Zero Records, Barth reaktywował grupę. Stanowili ją wówczas Barth, Riley, Mueller, Bob Harris (wokal), Blake Eberhard (bas) i Rob Lowe (instrumenty klawiszowe). W 1996 roku ukazał się album Five, a następnie dwie części kompilacji Twenty Years from Home, zawierające stare piosenki zespołu nagrane na nowo. W 2000 roku ukazał się album The Crown, a rok później koncertowy Live in America 1981. Koncerty grupy były sporadyczne i zespół był przeważnie nieaktywny, szczególnie po tym, gdy w 2004 roku Barth opuścił grupę i dołączył do Blackfoot. W 2012 roku zmarł Ted Mueller. W 2018 roku zespół ogłosił, że wyda nowy album studyjny. Dokonano tego w składzie: Barth, Harris, Gerald Berger, Scott Misner, Brad Banhagel i Craig Gysler. W 2019 roku ukazał się Final Offering, zapowiadany jako ostatni album grupy. Następnie grupa oficjalnie się rozwiązała.

## Dyskografia
- Axe (1979)
- Living on the Edge (1980)
- Offering (1982)
- Nemesis (1983)
- Five (1996)
- Twenty Years from Home 1977–1997 (Best of) (1997, kompilacja)
- Twenty Years Vol. 2 (1998, kompilacja)
- The Crown (2000)
- Live in America 1981 (2001, koncertowy)
- Live 2012 (2012, koncertowy)
- Axeology 1979–2001 (2012, kompilacja)
- Rock ’N’ Roll Party In The Streets – The Best of (2015, kompilacja)
- Rock ’N’ Roll Party – The Complete ATCO Recordings (2018, kompilacja)
- Final Offering (2019)
- The Albums 1979–1983 (2022, box set)